# Vladimir Alexandrov
Vladimir Valentinovich Alexandrov (em russo:  Владимир Валентинович Александров, nascido em 1938, desaparecido em 1985) foi um físico soviético famoso por criar o modelo matemático para a teoria do inverno nuclear. Desapareceu em 1985 numa conferência sobre inverno nuclear em Madri e seu paradeiro desde então é desconhecido.